# میرزا جلال یوسف‌زاده
میرزا جلال یوسف زاده (۱۸۶۲، شوشا - ۱۹۳۱، شوشا) شاعر، نویسنده و ویراستار آذربایجانی است. او یکی از نویسندگان اپرای «فرهاد و شیرین»، ناشر و سردبیر اولین روزنامه چاپ شده به زبان تاجیکی، عضو شورای ملی آذربایجان  و  حزب دفاعی بود.

## زندگی
میرزا جلال یوسف زاده در سال ۱۸۶۲ در شهر شوشا به دنیا آمد. اولین تحصیلات خود را در اینجا گذراند و زبان‌های عربی و فارسی را به خوبی آموخت. بعدها در مدرسهٔ روحانی در تبریز تحصیلات خود را ادامه داد.

## فعالیت
پس از بازگشت به کشور مدتی به فعالیت‌های آموزشی پرداخت. او همچنین به خلاقیت هنری علاقه‌مند بوده و غزل و داستان‌های منظوم نوشت. در مجله‌های «حیات»، «ارشاد»، «حیات نو “، “اتفاق»، «هلال»، «آثار حقیقت»، «صدای حق» با نام و تخلص «جلال قره باغی»، «جلال یوسفی»، «میرزا جلال یوسف زاده» ظاهر شده بود.
در ۶ مارس ۱۹۱۱ اپرای «فرهاد و شیرین» به نویسندگی میرزا جلال و آهنگسازی میرزا زینال در سیرک برادران نیکیتین در باکو به روی صحنه رفت. در باکو شروع به انتشار روزنامه «حقیقت افکار» به زبان مادری خود کرد. لیبرتو این اپرای میرزا جلال یوسف زاده
با نام «داستانی عاشقانه برگزیده و اقتباسی از آثار نظمیه مرحوم شیخ نظامی» نوشته و درقالب کتابچه ای ۳۱ صفحه ای منتشر شده‌است.
بعدها به عنوان سردبیر اولین روزنامه تاجیکستانی «بخارای شریف» که در شهر بخارای نو منتشر می‌شد، دعوت شد. او از مارس ۱۹۱۲ تا ژانویه ۱۹۱۳ سردبیر روزنامه «بخارای شریف» بود که ۱۵۳ شماره از آن منتشر شده بود و ضمیمه ترکی ازبکی روزنامه به نام «توران» را چاپ می‌کرد که هفته ای سه بار منتشر می‌شد. او با این کار شالوده مطبوعات ملی تاجیکستان را گذاشت. ۱۱ مارس، روز انتشار اولین شماره مجله «بخارای شریف»، به عنوان «روز ملی مطبوعات» در تاجیکستان جشن گرفته می‌شود.
میرزا جلال یوسف زاده پس از بازگشت به باکو در سال ۱۹۱۳ در روزنامه‌های «صدای حق» (۱۹۱۲–۱۹۱۵) و «اقبال» (۱۹۱۴–۱۹۱۵) کار کرد و موفق شد اپرای «فرهاد و شیرین» را توسط جمعیت «صفا» دوباره به صحنه ببرد. در اوایل سال ۱۹۱۸ به عضویت مجلس قفقاز جنوبی انتخاب شد.
او در حزب «مساوات» شورای ملی آذربایجان و گروه بی‌طرفان دموکراتیک نمایندگی داشت. در دوران جمهوری خلق آذربایجان با روزنامه «آذربایجان» همکاری فعال داشت. پس از سقوط جمهوری به عنوان معلم در منطقه جبرائیل و باکو مشغول به کار شد. در سال ۱۹۲۶ در اولین کنگره ترک‌شناسی که در باکو برگزار شد به عنوان مترجم شرکت کرد.
میرزا جمال یوسف زاده از اعضای حزب دفاعی در شهر فضولی بود. او دفاع از جمعیت فضولی را در برابر شبه نظامیان ارمنی سازماندهی کرد.
میرزا جلال یوسف زاده در سال ۱۹۳۱ در باکو درگذشت.

## درباره
برای اولین بار در ادبیات آذربایجان، اطلاعات مختصر و دقیقی دربارهٔ میرزا جلال یوسف زاده در کتاب «تذکرهٔ نواب» تهیه شده توسط میر محسن نواب در سال ۱۸۹۲ می‌یابیم. نواب در مورد تاریخ تولد، شغل و شخصیت او چنین نوشتهاست:
آقای آخوند میرزا جلال فرزند آخوند حاجی میرزا علی اکبر از اهالی قره باغ می‌باشد. وی در سال ۱۲۷۷ به دنیا آمد ودر حال حاضر ۳۳ سال سن دارد. جوان خوش قامت و خوش‌اخلاق است. او شخصیت خوب و منحصر به فردی دارد. او یکی از علمای قره باغ است. در کرمان در محضر آقای حاجی محمد خان بن حاجی کریم خان بن ظاهر الدوله ابراهیمخان قاجار ده سال به تحصیل علم پرداخت. گاهی به ترکی و فارسی شعر می‌سراید. اشعار او کم است. شعری که در پایین نوشته شده‌است از خود این آقا است. او آن را در ربیعالاول سال ۱۳۱۰ با دست خط خود نوشته‌است
محمدامین رسول زاده در ۲۰ ژانویه ۱۹۱۴ در نقد اپرای «فرهاد و شیرین» که در روزنامه «اقبال» منتشر شد، میرزا جلال یوسف زاده را «یک عالم روشن فکر و شرق‌شناسی با اطلاعات دقیق» خواند.

## خانواده
پس از درگذشت همسر اول میرزا جلال یوسف زاده، لیلا، برای دومین بار با خانم زیبا ازدواج کرد. او از ازدواج اولش صاحب یک پسر به نام علی یوسف و دو دختر به نام‌های صهبا و شهلا شد. از ازدواج دوم پسرش با نام عالم یوسف زاده به دنیا آمد.
پسرش علی یوسف از دانشجویان دوران جمهوری خلق آذربایجان بود و در سال ۱۹۱۹ برای تحصیل در رشته حقوق به پاریس فرستاده شد. در سال ۱۹۳۷ و در پاکسازی بزرگ به دستور استالین حذف شد.